# Mohrensternia coronata
Mohrensternia coronata is een slakkensoort uit de familie van de Rissoidae. De wetenschappelijke naam van de soort is voor het eerst geldig gepubliceerd in 1986 door Golikov.